# Abdelhak Zakaria
Mohammed Abdelhak Zakaria (ur. 20 lipca 1974) – marokański lekkoatleta reprezentujący Bahrajn, specjalizujący się w biegach długodystansowych. Uczestnik Letnich Igrzysk Olimpijskich 2004 i 2008.

## Osiągnięcia
| Rok  | Zawody                             | Miejsce | Pozycja    | Konkurencja | Wynik   |
| ---- | ---------------------------------- | ------- | ---------- | ----------- | ------- |
| 2002 | Igrzyska azjatyckie                | Pusan   | 2. miejsce | 5000 m      |         |
| 2002 | Igrzyska azjatyckie                | Pusan   | 3. miejsce | 10 000 m    |         |
| 2002 | Mistrzostwa Azji w lekkoatletyce   | Kolombo | 2. miejsce | 5000 m      |         |
| 2002 | Puchar Świata w Lekkoatletyce      | Madryt  | 7. miejsce | 5000 m      |         |
| 2003 | Mistrzostwa Azji w lekkoatletyce   | Manila  | 2. miejsce | 10 000 m    |         |
| 2007 | Mistrzostwa świata w lekkoatletyce | Osaka   | -          | Maraton     | DNF     |
| 2007 | Igrzyska panarabskie               | Kair    | 3. miejsce | Półmaraton  | 1:03:26 |

## Rekordy życiowe
- 3000 m – 7:40.16 (1998)
- 5000 m – 13:18.19 (2003)
- 10 000 m – 28:07.9 (1999)
- półmaraton – 1:01:24 (2006)
- maraton – 2:11:49 (2006)